# Syntheta albifusa
Syntheta albifusa là một loài bướm đêm trong họ Noctuidae.